# Bunus
Bunus (tiếng Basque: Bunuze) là một xã thuộc tỉnh Pyrénées-Atlantiques trong vùng Aquitaine ở tây nam nước Pháp. Xã này nằm ở khu vực có độ cao trung bình 440 mét trên mực nước biển.
Xã nằm trong Tỉnh của Pháp|tỉnh cũ]] Lower Navarre.